# Гудошников, Яков Иванович
Яков Иванович Гудошников (3 сентября 1924, Москва — 17 февраля 1994, Тамбов) — русский советский литературовед, историк литературы, педагог, доктор филологических наук (1982), профессор (1985).

## Биография
Сын педагога.
Участник Великой Отечественной войны. Рядовой 3-й Гвардейской воздушно-десантной бригады им. И. В. Сталина, совершил 90 прыжков с парашютом. Осенью 1943 г. накануне форсирования Днепра в районе реки был выброшен в составе ночного воздушного десанта. В ходе тяжелых боёв десант почти полностью был уничтожен врагом. С октября 1943 г. до конца войны, Я. Гудошников находился в составе партизанского отряда. С боями дошёл до Румынии, где в июле 1944 года получил тяжёлое ранение. До мая 1945 года находился на излечении в госпиталях Могилёва и Подольска.
После окончании войны обучался на историко-филологическом факультете Воронежского госуниверситета. В 1950 г. Я. Гудошников успешно окончил ВГУ и стал сотрудником Липецкий учительский институт.
С 1952 г. обучался в аспирантуре. Темой исследования его научной работы на соискание учёной степени кандидата филологических наук стало песенное творчество времён Великой Отечественной войны.
В 1955—1972 гг. работал в Воронежском госуниверситете: в 1962—1966 и 1969—1973 годах — декан филологического факультета, в 1977—1981 годах — заведующий кафедрой литературы.
В 1973—1976 годах находился в служебной командировке в ПНР, СФРЮ, ЧССР. В 1982 г. защитил в МГУ им. М. В. Ломоносова, на кафедре русского устного народного творчества, докторскую диссертацию, избрав предметом изучения жанр русского городского романса.
С 1984 года до конца жизни Я. И. Гудошников преподавал в Тамбовском государственном педагогическом институте (ныне Тамбовский государственный университет) (в 1984—1989 гг. заведовал кафедрой литературы).
Преподавал несколько историко-литературных дисциплин («История древней русской литературы», «История русской литературы XVIII века»), специальные курсы («История русского городского романса», «Русская литературная песня»). Под редакцией Я. Гудошникова была составлена одна из учебных программ для вузов Министерства просвещения РСФСР.
Похоронен в Воронеже.

## Научная деятельность
Я. И. Гудошников — видный специалист в области взаимодействия литературы и фольклора. Исследовал проблемы этого процесса, впоследствии написал около 100 научных работ, в том числе трёх монографий, опубликованных в центральных литературоведческих журналах и тематических сборниках Москвы, Ростова, Иванова, Кемерово, Воронежа, Тамбова.
Занимался изучением различных жанров устного народного творчества: сказок, песен, романсов, частушек и др. Собиратель фольклора Великой Отечественной войны.

### Избранная библиография
- Очерки истории русской литературной песни XVIII—XIX веков. (в 5 т. , Воронеж : Издательство Воронежского университета, 1972) ;
- Проблемы изучения литературного наследия Тамбовского края (Тамбов : ТГПИ, 1990, Межвузовский сборник научных трудов; вып. 1 / Тамбовский государственный педагогический институт) ;
- Программа и методические рекомендации к вступительным экзаменам по литературе для абитуриентов филологического и других факультетов (Тамбовский государственный университет им. Г. Р. Державина, Тамбов : Издательство ТГУ им. Г. Р. Державина, 1999;
- Программа и методические рекомендации к вступительным экзаменам по литературе для абитуриентов филологического и других факультетов (Тамбовский государственный университет им. Г. Р. Державина, 7-е изд., доп. и перераб. — Тамбов : Издательство ТГУ им. Г. Р. Державина, 2000.);
- Песни Родины моей (Воронеж : Издательство Воронежского университета, 1961);
- Пути поэзии [Текст] (Подъём. — 1986. — № 1);
- Русские народные песни и частушки Великой Отечественной войны (Тамбовский государственный университет им. Г. Р. Державина, Тамбов : Издательство ТГУ им. Г. Р. Державина, 1997);
- Русский городской романс: учебное пособие (Тамбов : 1990);
- Язык и стиль песен Великой Отечественной войны (Воронеж : Издательство Воронежского университета, 1959).

## Награды
- Удостоен 12 высоких правительственных наград, в том числе, Ордена Отечественной войны I степени, ордена Красной Звезды и медали «За отвагу».